# Léonel Ateba
Christian Léonel Ateba Mbida (ur. 6 lutego 1999 w Duali) – kameruński piłkarz grający na pozycji napastnika. Od 2024 jest zawodnikiem klubu USM Algier.

## Kariera klubowa
Swoją karierę piłkarską Ateba rozpoczął FC Yaoundé II Formation. W 2017 roku zadebiutował w nim w drugiej lidze kameruńskiej. W latach 2018–2019 grał w AS Etoa, a w latach 2019-2020 w AS Fortuna. W latach 2021–2022 był zawodnikiem klubu Coton Sport FC de Garoua. W sezonach 2021 i 2022 wywalczył z nim dwa mistrzostwa Kamerunu. W sezonie 2022/2023 występował w PWD Bamenda, a jesienią 2023 był zawodnikiem Dynama Duala. W styczniu 2024 przeszedł do USM Algier.

## Kariera reprezentacyjna
W reprezentacji Kamerunu Ateba zadebiutował 21 listopada 2023 w zremisowanym 1:1 meczu eliminacji do MŚ 2026 z Libią, rozegranym w Bengazi. W 2024 roku powołano go do kadry na Puchar Narodów Afryki 2023. Nie rozegrał w nim żadnego meczu.